# Lettre significative
La lettre significative est une abréviation, employée dans un certain nombre de manuscrits du chant grégorien, afin de préciser le mouvement mélodique, le rythme et le reste.

## Origine
Selon Ekkehard IV, chroniqueur de l'abbaye de Saint-Gall et auteur du Casus sancti Galli, c'était le chantre romain Romanus qui présenta les lettres significatives auprès de l'école de Metz, en y apportant la copie du cantatorium de saint Grégoire Ier.
En fait, les lettres significatives se trouvent, pour la première fois, dans une dizaine de manuscrits entre les VIIIe et IXe siècles. Seules les deux lettres s'y employaient : c (cito ou celeriter) et t (tenete, tarde ou trahe). Il s'agit de la Passion chantée dans l'Évangile. La lettre c s'employait pour le récit tandis que celle de t était attribuée aux paroles de Jésus-Christ, qui doivent être particulièrement prononcées avec gravité et majesté. Plus tard, d'autres lettres significatives furent ajoutées, pour d'autres personnages ou plus de précision.

## Manuscrits
Ces lettres sont employées principalement dans les deux manuscrits issus de la famille sangallienne. Il est important qu'il s'agisse des notations les plus distinguées ainsi que les plus correctes du chant grégorien, avec lesquelles le Graduale Triplex fut publié en 1979. De plus, la rédaction de toutes les éditions critiques du livre de chant, est de nos jours effectuée en consultant ces manuscrits. Parmi eux, le Graduale novum du Vatican, sorti depuis 2011, s'accompagne de ces neumes sangallians, tout comme le Graduale Triplex.
Auparavant, il semble que l'école de Metz, une autre tradition grégorienne principale, ait jugé que les lettres significatives ne soient pas nécessaires pour leur notation. Toutefois, une fois que Marie-Claire Billecocq, spécialiste de la notation messine, avait trouvé les lettres significatives dans le manuscrit Laon 239, la connaissance sur les lettres significatives furent renouvelée.

### Manuscrit pour les solistes
- Cantatorium de Saint-Gall n° 359 (vers 922 - 925) [lire en ligne]

Il s'agit du chant de livre réservé aux chantres, c'est-à-dire solistes. En dépit de son ancienneté, ce manuscrit est aujourd'hui considéré comme source le plus correcte du chant grégorienne. Selon ce morceau au-dessous, cela est évident :

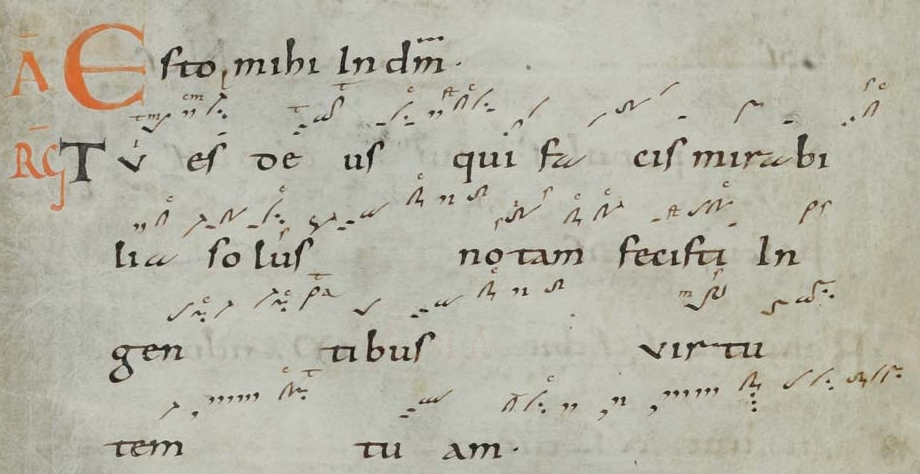
Dans cette notation, plusieurs lettres significatives s'emploient effectivement, afin de préciser les expression et articulation.

### Manuscrit pour le chœur

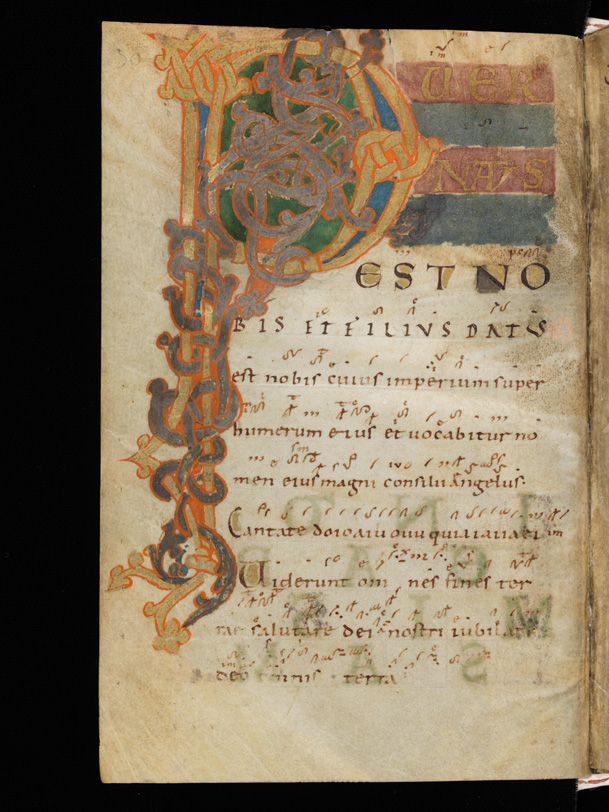
Puer natus est, introït du jour de Noël, accompagné des lettres significatives.

- Einsiedeln n° 121, dit Graduel de Saint-Gall (vers 960 - 970)

C'est un manuscrit complet, précieusement constitué des chants de soliste ainsi que de la schola.
En comparaison du cantatorium, ce graduel se caractérise d'un grand nombre de lettres mélodiques, plus précisément 26 287 lettres soit 80% dans ce manuscrit. Le cantatorium, quant à lui, compte 3 035 lettres agogiques ou de phrasé, et ses lettres mélodiques ne demeurent que 1 142, soit 27%. Cette différence entre deux peut être expliquée par celle de chanteurs. Alors que le graduel fut copié pour le chœur, c'est-à-dire à tous, le cantatorium était réservé aux élites, à savoir chantres, qui avaient besoin de moins de précision mélodique, mais de celle de l'expression.
Il existe un autre contraste entre les deux manuscrits. Il est certain que les lettres significatives dans le cantatorium furent certainement écrits par les notateurs. Au contraire, il y a une considérable diversité de couleurs d'encre dans l'autre. Michel Huglo qui en remarqua considérait que ces lettres d'Einsiedeln furent ajoutées par les chantres pendant la répétition de la veille, car cela était impossible durant les offices.

### Statistique selon J. Smits van Waesberghe
| lettre                            | Graduel (Einsiedeln) | Cantatorium (Saint-Gall) |
| --------------------------------- | -------------------- | ------------------------ |
| 1. lettres mélodiques             |                      |                          |
| a                                 | 794                  | 77                       |
| l                                 | 2718                 | 129                      |
| m                                 | 2342                 | 159                      |
| s                                 | 7789                 | 361                      |
| c                                 | 5754                 | 79                       |
| i                                 | 6890                 | 337                      |
| total                             | 26287 ( = 80%)       | 1142 ( = 27%)            |
| 2. lettres agogiques ou de phrasé |                      |                          |
| c                                 | 3511                 | 2354                     |
| p                                 | 360                  | 18                       |
| st                                | 297                  | 73                       |
| x                                 | 320                  | 144                      |
| t / tm                            | 1614                 | 446                      |
| total                             | 6102 ( = 19%)        | 3035 ( = 72%)            |
| 3. lettres dynamiques             |                      |                          |
| f                                 | 41                   | 21                       |
| g                                 | 4                    | 1                        |
| k                                 | 1                    | 4                        |
| total                             | 46                   | 26                       |
| 4. autres lettres                 |                      |                          |
| —                                 | 152                  | 30                       |

Source : J. Smits van Waesberghe, Muziekgeschiedenis der Middeleeuwen, D. II, p. 350, Tilburg 1939

### D'autres manuscrits
- Laon ms 239, dit Graduel de Laon[eg33 1]

Il s'agit de l'un des meilleurs manuscrits de l'école de Metz.
- Bibliothèque d'État de Bamberg, lit. 6, dit Graduel de Saint-Emmeran de Ratisbonne (vers 1000)[eg33 1]

Ce manuscrit, issu de la famille sangallienne, se distingue de nombreux usages d'épisème.

## Fonctions des lettres significatives sangalliennes
Ces lettres significatives étaient présentées par Dom Anselm Schubiger, prêtre, maître de chœur et compositeur de l'abbaye territoriale d'Einsiedeln, dans son livre L'École de chant de Saint-Gall du VIIIe au XIIe siècle (1858, traduction française 1866) [lire en ligne].
Quoique van Waesberghe eût réalisé sa précieuse statistique en 1939, il fallut attendre les études sémiologiques établies dès les années 1950, pour fixer scientifiquement les fonctions des lettres significatives. Car, ces dernières s'accompagnent toujours des neumes anciens.
Donc, les catégories au-dessous sont essentiellement celles de Dom Eugène Cardine. Celles des études par Neil McEwan, ajoutées, se distinguent par les astérisques.
Le prolongement horizontal de certains lettres, surtout t, indique que leur effet s'étend sur plusieurs signes neumatiques.
Dans certains cas, les lettres significatives servaient également à corriger la graphie neumatique. Par exemple, lorsque l'on avait écrit un pes carré au lieu du pes rond ( J ), une lettre c fut ajoutée à la tête du pes carré, afin de le transformer en pes rond,.

### Lettres précisant le mouvement mélodique
1. a : altius (élévation)
2. l : levate (élévation)
3. s : sursum (élévation)
4. d : deprimatur (descente)
5. i : inferius (descente)
6. e : equaliter (unisson, ou demi-ton*)
7. simul : (unisson)

Parfois, les lettres s ou a indiquent une signification contraire, en comparaison d'une autre lettre simultanément employée, à savoir, un intervalle de neume moins, plus fréquemment un demi-ton. Ainsi, un pes entre deux s signifie un intervalle do - re, au contraire de l'élan suivant, par exemple do - fa.

### Lettres précisant le rythme
1. c : celeriter (accélération)
2. t : tenete (certaine tenue, doucement)
3. x : exspectare (certaine tenue, doucement)
4. st* : satim (promptement, attaque rapide ; selon Dom Cardine, un lien étroit entre les notes où on le trouve)

D'après l'étude approfondie de Neil McEwan, la lettre t demeure surtout expressive et qualitative alors que l'épisème ( ˘ ) indique le prolongement quantitatif de note. Ils ne sont pas en général alternatifs, car la lettre t était plus souvent attribuée aux mots importants dans le texte.
Tout comme le neume ancien, la lettre significative peut mettre sa fonction secondaire. Si la lettre t apparaît juste avant une note la plus importante, cela fonctionne comme incitation, pour préparer le sommet. Donc, la lettre remarque aux chantres qu'il ne faut pas retarder inutilement après une articulation expressive.

### Lettres précisant le sens des lettres précédentes
1. b : bene (bien) ; par exemple, tb = tenete bene
2. m : mediocriter (médiocrement) ; sm = sursum mediocriter
3. v : valde (fortement, assez) ; iv = inferius valde

### Lettres vraisemblablement pour la technique vocale ou la dynamique
Ces lettres s'employaient assez rarement.
1. f : fremitus, frangor (amoindrir, rompre)
2. g : guttur
3. k : klamor, klangor
4. cō : conjunguntur, conjunctim (attribué souvent au pressus)
5. fid : fideliter, fidenter (attentivement, soigneusement)
6. len : leniter (doucement, paisiblement)
7. moll : molliter (délicatement, doucement)
8. par : paratim
9. per : perfecte (complètement)

## Lettres significatives dans le manuscrit Laon 239
Le système de la notation messine est différent de celui de Saint-Gall. Ainsi, la lettre a (augete) s'employait, souvent entre deux neumes, au lieu de la t sangallienne, pour le même chant. Cependant, la fonction de celle-ci ne se trouve pas dans la notation de Saint-Gall.
Classification selon Neil McEwan : 

### Lettres précisant le mouvement mélodique
1. f : fastigium (sommet)
2. r : sursum (élévation)
3. z : levate (élévation)
4. h : humileter (descente)
5. eq : equaliter (unisson)

### Lettres précisant le mouvement rythmique
1. c : celeriter (accélération)
2. t : tenete (certaine tenue)
3. a : augete (expansion de note ; il n'existe aucun équivalent dans la notation sangallienne.)
4. n : non, negare (non, négatif)

## Épisème horizontal
La plupart des notations grégoriennes publiées au XXe siècle s'emploient l'épisème horizontal ( — ), normalement pour maintenir une note plus longuement, comme le tenuto dans la notation moderne.
Il est vrai que l'épisème horizontal se trouve dans quelques manuscrits médiévaux, dans deux ou trois manuscrits avec quelques centaines de documents, y compris l'Antiphonaire de Hartker auprès de la bibliothèque de l'abbaye de Saint-Gall.
Toutefois, les études récentes indiquent que cette fonction attribuée est fausse, et que le rôle de l'épisème horizontal ressemble à celui des lettres significatives. Car, il est évident qu'il n'existe aucune continuité entre cet épisème et le tenuto. Il s'agit des signes d'expression. Certes, l'épisème horizontal peut créer un léger élargissement. Mais, cette longueur n'est qu'un moyen, et non but. Plus précisément, il indique une nuance infime du rythme, ce que les musiciens appellent de nos jours l'agogique. Il est probable que seuls les solistes sont capables de réaliser cette nuance musicale.
1. Épisème horizontal sur un seul neume[cd 3]
  1. Si l'épisème affecte une note à l'élan, il lui garde cet élan. Aussi faut-il en respecter la légèreté foncière. De même, il ne faut pas allonger la note excessivement. Son rôle est ajouter simplement une nuance.
  2. Lorsque l'épisème affecte au contraire une note d'appui, notamment lors des podatus d'accent, sa lourdeur relative peut s'accommoder fort d'un prolongement plus marqué. Il faut toutefois que cette tenue demeure toujours expressive.
  3. Quand le neume affecté de l'épisème est dans une phase arsique ou thétique, celui-ci ne doit en aucune manière lui enlever son caractère d'élan, son impulsion. En effet, il excelle par son insistance même à donner à cette impulsion toute sa valeur expressive, en même temps qu'à souligner son rôle de premier plan dans l'économie de la phrase. Aussi faut-il éviter absolument de l'alourdir et lui conserver tout son dynamisme ainsi que son élasticité.
  4. Cependant, une note avec l'épisème horizontal peut être parfois plus lourd, lorsqu'il se rencontre dans une phase thétique. Celui-ci a souvent une allure caressante ainsi que fixe l'esprit dans la contemplation savoureuse de l'idée exprimée.
2. Épisème sur plusieurs neumes consécutifs[cd 4]

Lorsque l'épisème horizontal se prolonge successivement sur tout un long passage, il ne faut certainement pas marteler chaque note. On doit chanter tout le passage largement, avec une expression marquée, comme s'il y avait l'indication cantabile dans la notation moderne.
Si l'épisème s'emploie sur le torculus, il faut distinguer deux manières, selon qu'il est placé aux cadences ou dans le corps même de l'incise :
1. S'il s'agit du torculus de cadence, notamment dans le chant orné, celui-ci marque une fin. Aussi faut-il être légèrement large et concluant. Il vaut mieux varier encore selon l'importance de la cadence.
2. Dans le cas du torculus épisémé au milieu d'un développement mélodique, il ne faut que conduire le flux mélodique ainsi que rythmique vers le centre où il tend. C'est pourquoi on l'appelle « torculus de conduit. » Celui-ci demande aussi dès lors un allargando progressif et un crescendo.

Comme cette variété de la pratique de l'épisème horizontal est considérée en tant qu'obstacle pour les chœurs, notamment ceux de non professionnels, l'édition de l'abbaye Saint-Pierre de Solesmes décida de supprimer cet épisème, à partir de sa première édition critique du chant de livre, l'Antiphonale monasticum (2005). D'ailleurs, l'épisème vertical n'exista jamais au Moyen Âge. Donc celui-ci fut également supprimé.

## Pratique
Étant donné que les lettres significatives se trouvent dans des manuscrits sangalliens desquels l'usage est de nos jours recommandé pour l'interprétation sémiologique, il faut les connaître pour ce type de représentation. Cela est ce que Dom Eugène Cardine conclut :

« Comme on l'a vu, les lettres dites « romaniennes » apportent parfois des précisions ou suggestions très importantes tant pour la restitution des mélodies grégoriennes que pour leur interprétation, ce qui justifie l'usage abondant qu'en font certains manuscrits. »

— Sémiologie grégorienne, p. 141
Certes, il s'agit des meilleurs manuscrits du chant grégorien, pour rétablir la finesse de la mélodie. Nonobstant, les études des lettres ne sont pas encore suffisantes. Au contraire des neumes, il est en effet difficile à comparer ces lettres aux notations dans d'autres traditions qui manquaient de ce système. En outre, comme déjà mentionné, Michel Huglo remarquait que de nombreuses lettres furent vraisemblablement ajoutées par les chantres, et non notateurs. Il n'est pas certain que cette révision fût correcte. Encore attend-on des études approfondies.
Donc, lors de l'interprétation sémiologique, il faut une connaissance de ces lettres au minimum, notamment afin d'éviter la confusion avec d'autres neumes tels certains épisèmes (comme ʊ ≠ c ). Toutefois, l'usage n'est pas considéré comme obligation. Voici le conseil de Dom Cardine :

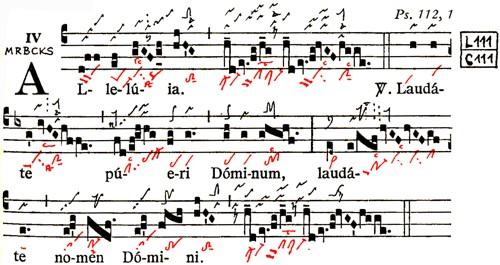
Graduale Triplex publié en 1979, surtout pour les musicologues ainsi que les chefs de chœur. Les lettres significatives « c » ainsi que « t » allongée s'emploient dans la notation sangallienne, en rouge. Dans ce cas, il est difficile à distinguer le lettre c de l'épisème c attaché aux neumes. Il vaux mieux donc connaître la fonction de celle-ci, afin d'achever l'interprétation sémiologique.

« Quant aux lettres dont la signification est doutouse, il vaut mieux ne pas chercher à forcer leur interprétation. »